# Айртон-Гулд, Барбара
Барбара Бодичон Айртон-Гулд (урождённая Айртон; июнь 1886 — 14 октября 1950) — лейбористка и суфражистка в Великобритании.

## Ранние годы
Айртон-Гулд родилась в Кенсингтоне, Лондон, в семье выдающихся инженеров-электриков и изобретателей Герты Маркс Айртон и Уильяма Эдварда Айртона. Она получила образование в средней школе Ноттинг-Хилл и изучала химию и физику в Университетском колледже Лондона. Она вышла замуж за писателя Джеральда Гулда (1885—1936), их сын Майкл в будущем стал художником. До 1930 года Гулд работал менеджером по рекламе в Daily Herald.

## Суфражистская деятельность
В 1906 году Барбара стала членом Женского социально-политического союза (WSPU) и отказалась от своих научных исследований, чтобы к 1909 году стать их организатором. Она написала памфлет в поддержку избирательного права Демократический призыв к Политическому союзу мужчин за предоставление женщинам избирательных прав.
В марте 1912 года Айртон-Гулд участвовала в разгроме витрин магазинов в Вест-Энде в акции за избирательное право, за что получила и отбыла срок в тюрьме. После освобождения в 1913 году она отправилась во Францию, переодевшись школьницей, чтобы её больше не арестовали.
В 1914 году Айртон-Гулд покинула WSPU из-за разочарования в автократических тенденциях их лидеров, а также из-за продолжающегося отсутствия Кристабель Панкхёрст. 6 февраля 1914 года она, её муж и Эвелин Шарп основали Объединение суфражистов, известное тем, что принимало в свои ряды не только женщин, но и мужчин. Объединение суфражистов завершило свою кампанию, когда Закон о представительстве народа 1918 года дал женщинам ограниченное избирательное право в Соединенном Королевстве.

## Политическая карьера
Айртон-Гулд стала членом Национального исполнительного комитета Лейбористской партии в 1929 году и занимала пост заместителя председателя в 1938 году и председателя Лейбористской партии с 1939 по 1940 год. Начиная с 1922 года она предприняла четыре неудачных попытки избрания депутатом парламента. Во время всеобщих выборов 1929 года она упустила победу в Норвиче всего из-за четырёх голосов. На пятый раз Гулд была избрана депутатом парламента от недавно созданного округа Хендон-Норт в результате уверенной победы лейбористов в 1945 году. Избирательный округ Гендон, начиная с 1935 года рос в плане численности населения (и в некоторой степени количестве домов) и вскоре был разделён на две части. С 1910 года Южная часть была прочно завоёвана консервативными кандидатами, однако Северная часть пала под натиском кампании Барбары Гулд, достижение, которое повторилось в следующий раз лишь в 1997 году кандидатом от лейбористов. В парламенте двумя главными проблемами, вызывающими озабоченность Гулд, были продовольственные поставки и детская бедность. Таким образом, ей удалось внести резолюцию, в которой содержался призыв к правительству провести расследование по вопросу о детской безнадзорности. Она также была мировым судьёй в Марилебоне.
Айртон-Гулд удерживала это место до тех пор, пока не проиграла следующие Всеобщие выборы (в 1950 году), когда её сменил консерватор Ян Орр-Юинг. Она сняла свою кандидатуру в качестве потенциального кандидата в избирательный округ в сентябре из-за плохого состояния здоровья. Через месяц Гулд умерла, спустя восемь месяцев после того, как покинула Палату общин.